# Rimske Toplice
Rimske Toplice je naselje u slovenskoj Općini Laško. Rimske Toplice se nalazi u pokrajini Štajerskoj i statističkoj regiji Savinjskoj. 

## Stanovništvo
Prema popisu stanovništva iz 2002. godine naselje je imalo 822 stanovnika.